# Universiade d'hiver de 2017
Navigation
Édition précédente Édition suivante
L'Universiade d'hiver 2017 est la 28e édition des Universiades d'hiver. Elle se déroule à Almaty, au Kazakhstan, du 28 janvier au 8 février 2017.

## Disciplines
- Biathlon
- Combiné nordique : 3 épreuves
- Saut à ski
- Ski de fond
- Ski alpin
- Ski acrobatique
- Snowboard
- Curling
- Hockey sur glace
- Patinage artistique
- Patinage de vitesse sur piste courte
- Patinage de vitesse